# Liste des souverains de Babylone
Sauf précision contraire, les dates de cet article sont sous-entendues « avant l'ère commune », c'est-à-dire « avant Jésus-Christ ».
Ceci est la liste des souverains de Babylone.

## Première dynastie de Babylone: la dynastie amorrite

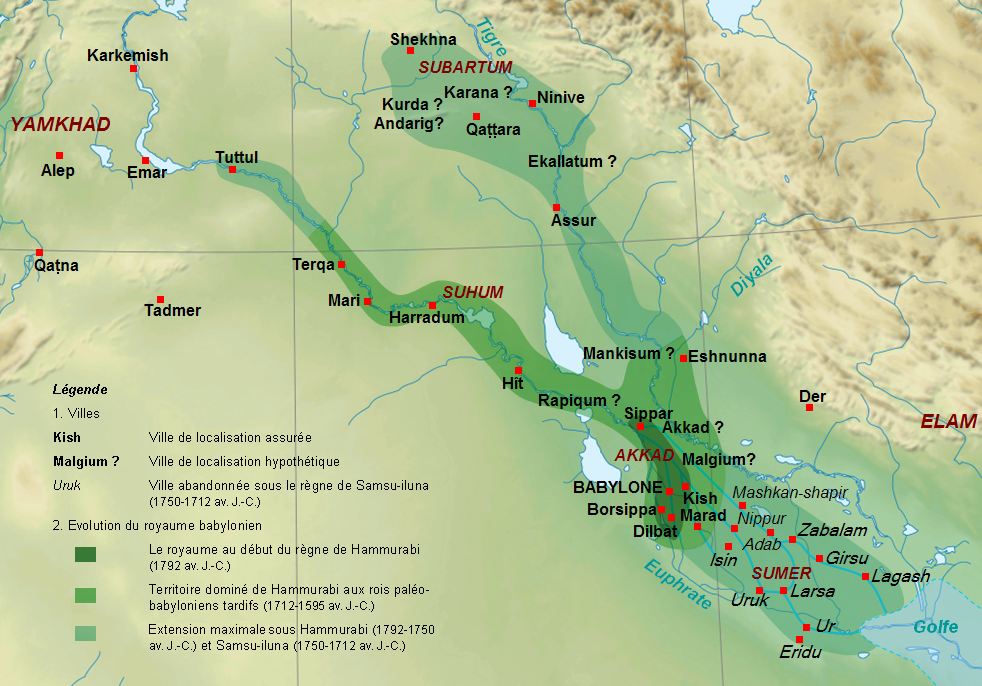
L'expansion du royaume babylonien sous le règne de Hammurabi et de ses successeurs.

- 1894-1881 : Sumu-abum
- 1881-1845 : Sumu-la-El
- 1845-1831 : Sabium
- 1831-1813 : Apil-Sîn
- 1813-1793 : Sîn-Muballit
- 1793-1750 : Hammurabi
- 1750-1712 : Samsu-iluna
- 1712-1684 : Abi-eshuh
- 1684-1647 : Ammi-ditana
- 1647-1626 : Ammi-saduqa
- 1626-1595 : Samsu-ditana

## Troisième dynastie de Babylone: la dynastie kassite
- Gandash
- Agum Ier
- Kashtiliash Ier
- Ushshi
- Abirattash
- Kashtiliash II
- Urzigurumash
- Harbašihu
- Tiptakzi
- Agum II
- Burna-Buriash Ier
- Kashtiliash III
- Ulam-Buriash
- Agum III
- Kadashman-Harbe Ier
- Kara-indash
- Kurigalzu Ier
- ? /1375 : Kadashman-Enlil Ier
- Vers 1359-1333 : Burna-Buriash II
- Vers 1333 : Kara-hardash
- Vers 1333 : Nazi-Bugash
- 1345-1324 : Kurigalzu II
- 1324-1298 : Nazi-Maruttash
- 1298-1280 : Kadashman-Turgu
- 1280-1265 : Kadashman-Enlil II
- 1265-1256 : Kudur-Enlil
- 1256-1243 : Shagarakti-Shuriash
- Vers 1232-1225 : Kashtiliash IV

Le royaume babylonien des Kassites et la situation politique au Moyen-Orient au début de la période couverte par les Lettres d'Amarna, première moitié du XIVe siècle.

Le royaume babylonien des Kassites et la situation politique au Moyen-Orient au XIIIe siècle après l'expansion des Hittites et des Assyriens.

- 1235-1228 : Tukulti-Ninurta Ier d'Assyrie
- 1228-1228 : Enlil-nadin-shumi
- 1228-1225 : Kadashman-Harbe II
- 1225-1224 : Enlil-nadin-apli
- 1224-1219 : Adad-shuma-iddina
- 1219-1189 : Adad-shum-usur
- 1189-1174 : Meli-Shipak
- 1174-1161 : Marduk-apla-iddina
- 1161-1160 : Zababa-shuma-iddina
- 1160-1157 : Enlil-nadin-ahi

## IVedynastie:Seconde dynastie d'Isin(1157/1025 av. J.-C.)
- 1154-1141 : Marduk-kabit-ahheshu
- 1140-1133 : Itti-Marduk-balatu
- 1132-1127 : Ninurta-nadin-shumi
- 1126-1105 : Nabuchodonosor Ier
- 1104-1101 : Enlil-nadin-apli
- 1100-1083 : Marduk-nadin-ahhe
- 1082-1070 : Marduk-shapik-zeri
- 1069-1048 : Adad-apla-iddina
- 1047 : Marduk-ahhe-eriba
- 1046-1035 : Marduk-zer-...
- 1034-1027 : Nabû-shum-libur

## Vedynastie:Seconde dynastie du Pays de la Mer(1025-1006 av. J.-C.)
- 1025-1009 : Simbar-shipak (en)
- 1009 : Ea-mukin-zeri (en)
- 1009-1006 : Kashshu-nadin-ahi (en)

## VIedynastie:dynastie de Bazi(1004-984 av. J.-C.)
- - 1005-989 : Eulmash-shakin-shumi (en)
  - 988-986 : Ninurta-kudurri-usur Ier (en)
  - 986 : Shirikti-shuqamuna (en)

## VIIedynastie: dynastie «élamite» (984-943 av. J.-C.)
- 985-980 : Mar-biti-apla-usur

## VIIIedynastie:dynastie de E
- 977-944 : Nabû-mukin-apli (en)
- 944-944 : Ninurta-kudurri-usur II
- 943-? : Mar-biti-ahhe-iddina (en)

## Dynastie sans nom
- 942-900 : Shamash-mudammiq
- 900-888 : Nabû-shuma-ukin Ier
- 888-855 : Nabû-apla-iddina
- 855-819 : Marduk-zakir-shumi Ier
- 819-813 : Marduk-balassu-iqbi
- 813-812 : Baba-ah-iddina
- Interrègne
- ? : Marduk-bel-zeri
- ?-770 : Marduk-apla-usur
- 769-761 : Eriba-Marduk
- 761-748 : Nabû-shuma-ishkun
- 747-734 : Nabonassar
- 734-732 : Nabû-nadin-zeri
- 732-732 : Nabû-shuma-ukin II

## IXedynastie (747/626 av. J.-C.)
- 732-729 : Nabû-mukin-zeri

Carte des différentes phases d'expansion de l'empire néo-assyrien, comprenant la conquête de la Babylonie.

- 729-727 : Tiglath-Phalazar III d'Assyrie
- 727-722 : Salmanazar V d'Assyrie
- 722-710 : Merodach-Baladan II
- 710-705 : Sargon II d'Assyrie
- 705-703 : Sennacherib d'Assyrie
- 703-703 : Marduk-zakir-shumi II
- 703-703 : Merodach-Baladan II
- 703-700 : Bel-ibni
- 699-694 : Assur-nadin-shumi
- 693-692 : Nergal-ushezib
- 692-688 : Mushezib-Marduk
- 688-681 : Sennacherib d'Assyrie
- 681-669 : Assarhaddon d'Assyrie
- 669-648 : Shamash-shum-ukin d'Assyrie
- 648-627 : Kandalanu
- 627-626 : Sîn-shar-ishkun d'Assyrie

## Xedynastie (626/539 av. J.-C.)

L'extension approximative de l'empire babylonien sous le règne de Nabonide.

- 626-605 : Nabopolassar
- 605-562 : Nabuchodonosor II
- 562-560 : Amel-Marduk
- 560-556 : Neriglissar
- 556 : Labashi-Marduk
- 556-539 : Nabonide